# Anatole (danseur)
Pour les articles homonymes, voir Anatole.
Œuvres principales
Le Sicilien ou l'Amour peintre (1827)
Auguste-Anatole Petit, dit Monsieur Anatole, est un danseur français né à Paris le 5 mars 1789 et mort à Paris le 22 mai 1857.

## Biographie
Premier danseur à l'Opéra de Paris dès 1814 au moins, Anatole épouse en 1815 la danseuse Constance-Hippolyte Gosselin. De passage à Bruxelles en 1818, Anatole remonte pour le théâtre de la Monnaie, avec Eugène Hus, Nina ou la Folle par amour, ballet de Louis Milon créé à Paris en 1813.
Anatole reste premier danseur à l'Opéra de Paris jusqu'en 1822, puis on le retrouve, après une éclipse de près de dix ans, comme maître de ballet au théâtre de la Porte-Saint-Martin, en remplacement de Jean Coralli appelé au théâtre impérial de Vienne. Anatole n'occupe cette fonction qu'une demi-saison, puis il réapparaît en 1836 comme maître de ballet du théâtre de Bruges, avant de terminer sa carrière comme professeur à l'école de danse de l'Opéra de Paris.
Il est l'auteur d'un unique ballet : Le Sicilien ou l'Amour peintre, ballet-pantomime en un acte représenté à l'Opéra le 11 juin 1827, sur une musique de Fernando Sor complétée par Jean Schneitzhoeffer. Les rôles principaux étaient tenus par Albert, Ferdinand et Lise Noblet, avec la participation de Madame Montessu. L'œuvre connut le succès un mois après la première, lorsque Marie Taglioni et son frère Paul y firent leurs débuts.